# Symbolisk integrering
Inom matematisk analys och datavetenskap betecknar symbolisk integrering problemet med att finna en formel för en given funktions antiderivata. Termen symbolisk används här för att särskilja detta problem från det med numerisk integrering, där problemet innebär att hitta antiderivatans värde för ett givet funktionsargument. 

## Metoder
Det är enkelt att hitta derivatan av ett uttryck genom en algoritm. Det omvända, det vill säga att finna integralen, är dock mycket svårare. Dessutom saknar många relativt simpla uttryck integraler som kan uttryckas i sluten form.
Det existerar en algoritm, kallad för Rischs algoritm, som kan användas dels för att avgöra huruvida integralen av en elementär funktion är elementär, dels för att returnera den om så är fallet. Rischs algoritm fungerar emellertid bara för indefinita integraler, vilket är olyckligt då de flesta integraler som används inom fysiken och kemin är definita som ofta anknyter till Laplace-, Fourier och Mellintransformationer. Avsaknaden av en generell algoritm som kan användas för att finna både definita och indefinita integraler har lett till att matematiska programvaror såsom Axiom, Maple och Mathematica använder sig av heuristiska metoder, bland annat baserade på mönstermatchning och specialfunktioner, istället för algoritmiska. Dessa tillvägagångssätt är ändå effektiva, och kan användas för att finna många definita integraler.